# Alimentación en la Antigua Grecia

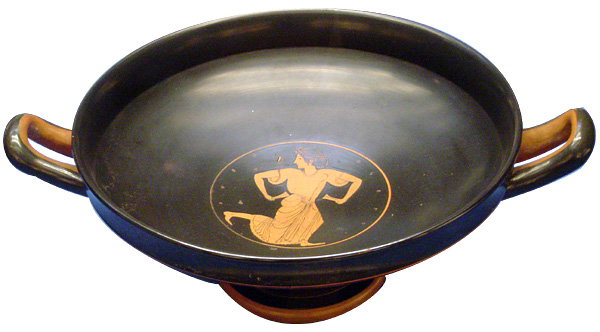
Kílix, un tipo de copa muy frecuente en la Grecia Antigua,, Museo Británico.

El régimen alimenticio de los griegos antiguos se caracterizaba por su frugalidad, reflejo de las condiciones difíciles de la agricultura griega. Está fundamentado en la «trilogía mediterránea»: trigo, aceite de oliva y vino.
Los cereales constituían la base de la alimentación griega. Principalmente trigo duro, espelta y cebada. El trigo era reducido a grano empleado en puré o molido en harina para hacer pan o tortas. La cebada se suele utilizar para hacer la maza, el plato básico griego. Los agricultores cocinaban en el horno el trigo harinero. La pasta de trigo se utilizaba en la fabricación de galletas de consumo corriente, las galletas se hacían en moldes y se secaban. Los cereales se servían a menudo con verduras (col, espinacas, cebollas, lechuga, rábanos, lentejas, habas o garbanzos). El consumo de pescado y carne varía dependiendo de las fortunas de las familias, y estaba reservada a los ricos. Por otra parte, los griegos consumían una gran cantidad de productos lácteos, especialmente queso. La frase «no comer más que cebada» es el equivalente de «estar a pan y agua». Se conocía la mantequilla, pero se prefería el aceite de oliva. La comida era acompañada de vino (tinto, blanco o rosado), de agua, a veces aromatizada.
La alimentación de los griegos se conoce por las fuentes literarias y artísticas: las comedias de Aristófanes y extractos de las obras conservadas por el gramático Ateneo, los vasos pintados y por las figurillas de terracota.

## Comidas diarias

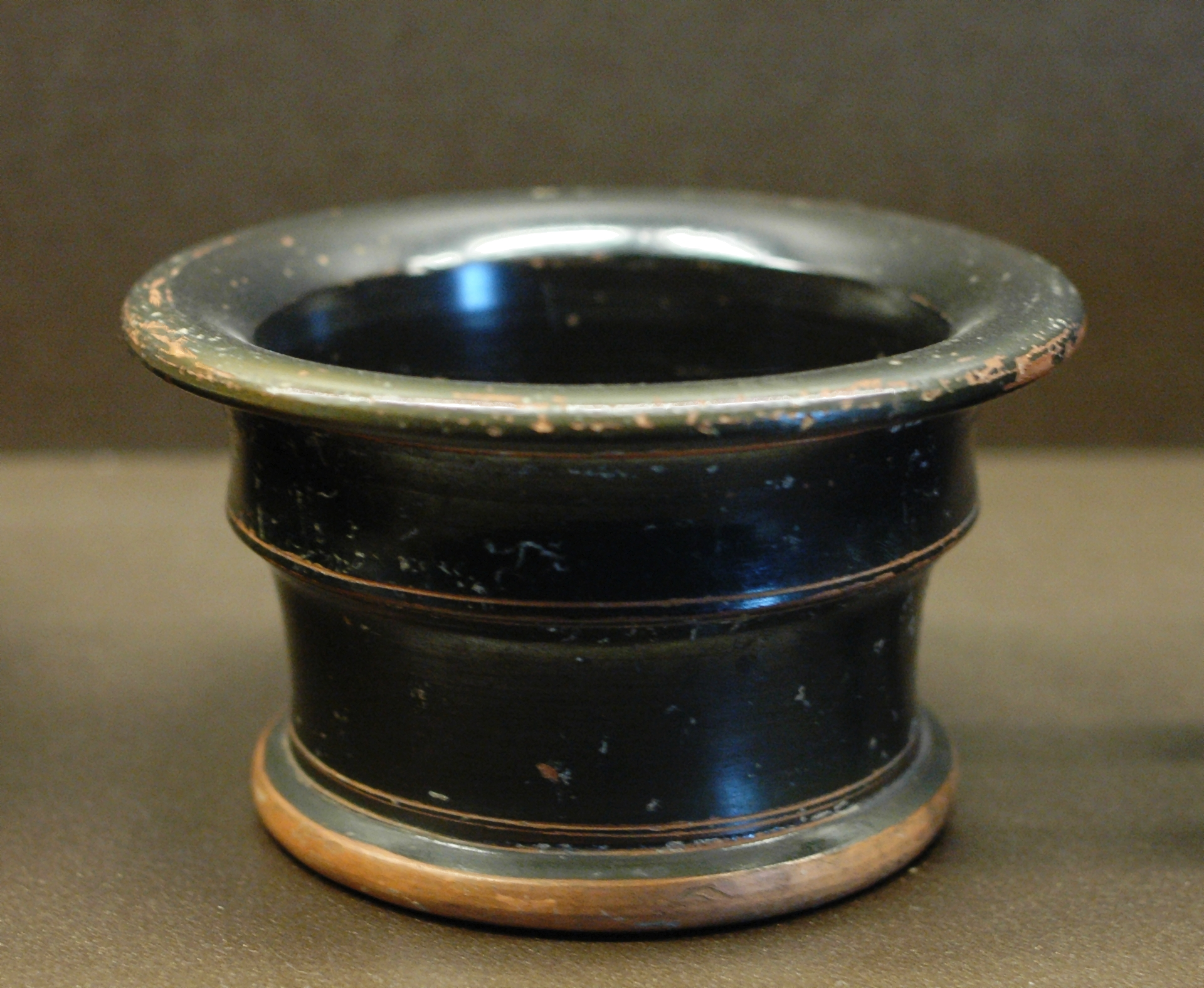
Salero de cerámica barnizado en negro,, Museo del Louvre.

Los antiguos griegos hacían tres comidas al día:
- un desayuno (ἀκρατισμός / akratismós), compuesto de pan de cebada mojado en vino puro (ἄκρατος / ákratos); al que a veces se le agregaban higos o aceitunas,[2] así como una especie de tortas o panqueques, hechos a la sartén y llamados τηγανίτης (tēganitēs), ταγηνίτης (tagēnitēs) o ταγηνίας (tagēnias), derivados todos de τάγηνον (tagēnon), 'sartén'.[3]

- un almuerzo (ἄριστον / ariston) que se tomaba al mediodía o al principio de la tarde;[4][5]

- una cena (δεῖπνον / deĩpnon), la comida más importante del día, que tenía lugar generalmente a la caída de la noche;

Puede añadirse una merienda (ἑσπέρισμα / hespérisma), que se solía tomar al anochecer.
Comían sentados; el empleo de banquetas estaba reservado a los banquetes (de ahí su nombre). Las tortas de pan podían servir de plato, pero eran más corrientes los recipientes de terracota o de metal. La vajilla se refina con el tiempo y, por ejemplo, encontramos platos de materiales preciosos o de vidrio a lo largo de la época romana.
La presencia de mujeres era rara en las comidas y banquetes, y permanecían en la mayor reserva y silencio. Era costumbre que salieran cuando los convivios habían terminado de comer, y podían entablar conversaciones libremente. Parece que, en la mayoría de los casos, las mujeres tomaban sus comidas aparte. Si el tamaño de la casa no lo permitía, los hombres comían primero, y las mujeres pasaban a la mesa una vez que estos habían terminado su comida. Los esclavos para prestaban el servicio. En las familias más pobres, eran las mujeres y niños, si creemos a Aristóteles, los que paliaban la falta de esclavos.
La costumbre de depositar en las tumbas pequeños modelos en terracota representando piezas del mobiliario nos permite tener una buena idea de los muebles griegos. Los griegos comían sentado, el uso de banquetas estaban reservado para banquetes o los aristócratas. Las mesas, altas para las comidas ordinarias, bajas para los banquetes, primeramente eran rectangulares. En el siglo IV a. C., la mesa generalmente toma una forma redonda, a menudo con pies zoomorfos, como por ejemplo las patas de un león.
Las tortas de pan podían ser utilizadas como platos, pero las escudillas de tierra cocida o de metal eran más corrientes. Las vajillas se refinan con el paso del tiempo y había platos de vidrio o de materiales preciosos durante la época romana. Los cubiertos se utilizan poco en la mesa: el uso del tenedor era desconocido, se comía con los dedos. Se ayudaban con un cuchillo para la carne y una cuchara similar a las cucharas contemporáneas occidentales cucharas para comer sopas y purés. Pedazos de pan (ἀπομαγδαλία/apomagdalia) podían usarse para tomar los alimentos o, a modo de servilletas, para limpiar los dedos.

## En sociedad

### Banquetes

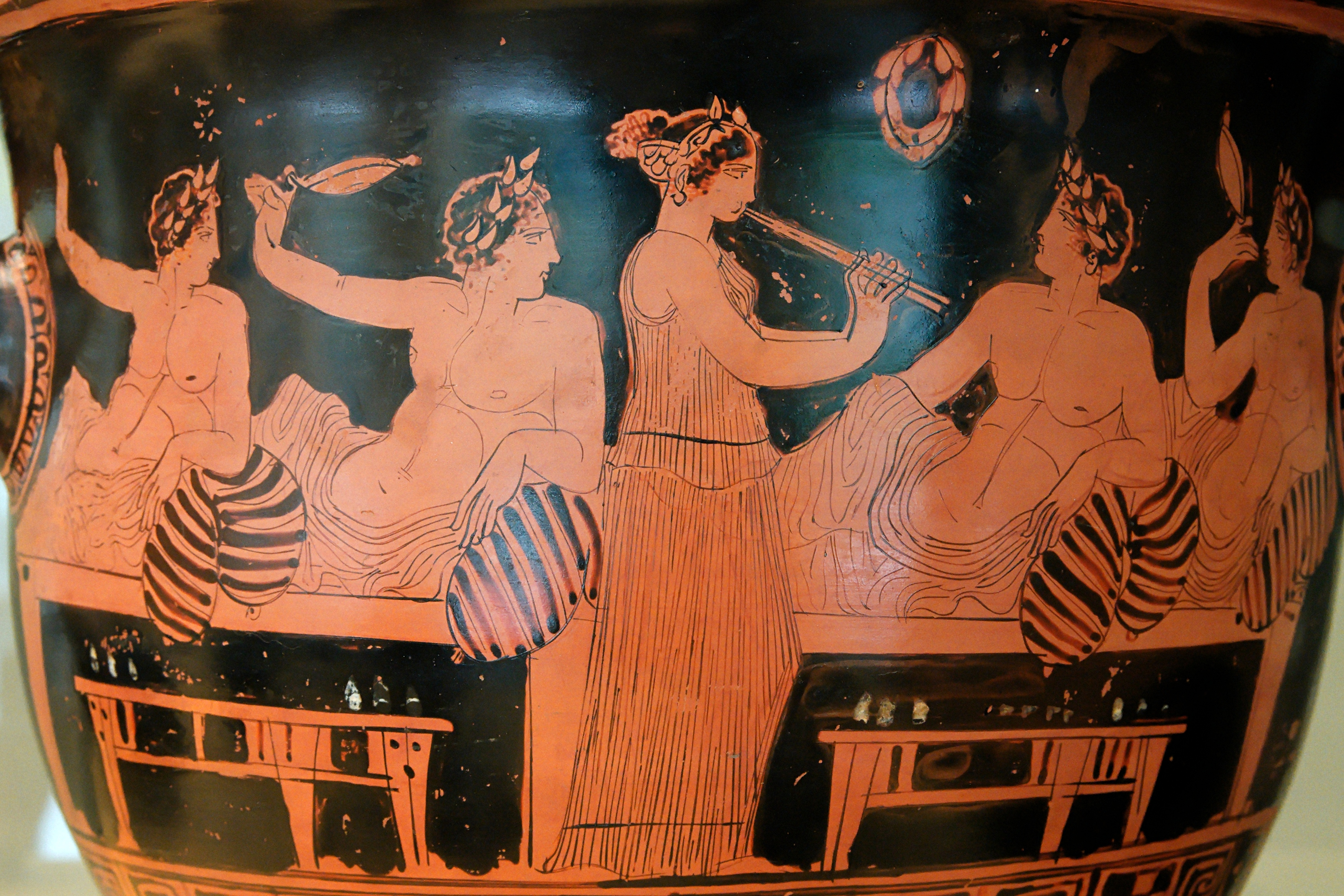
Convivios jugando al cótabo mientras que una música toca el aulos. Crátera de campana del Pintor de Nicias. Museo Arqueológico Nacional de España.

El συμπόσιον/symposion —tradicionalmente traducido por «banquete», más literalmente «reunión de bebedores"— era uno de los pasatiempos favoritos de los griegos. Constaba de dos partes: la primera se dedicaba a la comida, generalmente bastante simple y la segunda a la bebida. De hecho, también consumían vino con la comida y las bebidas eran acompañadas por en griego antiguo: τραγήματα/tragếmata o golosinas para picar: castañas, habas, granos de trigo tostado o tortas de miel, encargadas de absorber el alcohol y prolongar la bebida.
La segunda parte se inauguraba con una o más libaciones, un peán o una simple oración, generalmente en honor de Dioniso. Después se discutía o jugaba a varios juegos de mesa, como el cótabo, y los convivios se tumbaban en divanes en los banquetes. Mesas bajas que servían para depositar los alimentos o el tablero de juego. Las bailarinas, acróbatas y músicos de alquiler amenizaban la noche. El filósofo peripatético Teofrasto muestra en su Caracteres  al dueño de un esclavo que ha alquilado el chicas, músicos y bailarines que pueden proporcionar placeres a los huéspedes.
Un «rey del banquete» (simposiarca), elegido por sorteo, era el encargado de indicar a los esclavos la proporción entre el vino y el agua en la preparación de las bebidas. El canto o la oración eran de libre composición; de la libación una parte se ofrecía a Zeus y los dioses olímpicos, y otra a Hermes. Se llenaba una copa, que pasaba de mano en mano entre los participantes que formulaban una oración. Las libaciones obedecían a ciertas reglas: no se limitaba el número de libaciones por persona, pero la invocación no se hacía sin libación. Después de la comida y antes de beber, se cubría la cabeza de los participantes con cintas o guirnaldas de cintas. Teofrasto muestra en sus Caracteres  un avaro que hizo una libación pequeña y además cuenta el número de copas vacías y se queja por el precio de las cintas y otros adornos (los objetos rituales necesarios se intercambiaban).

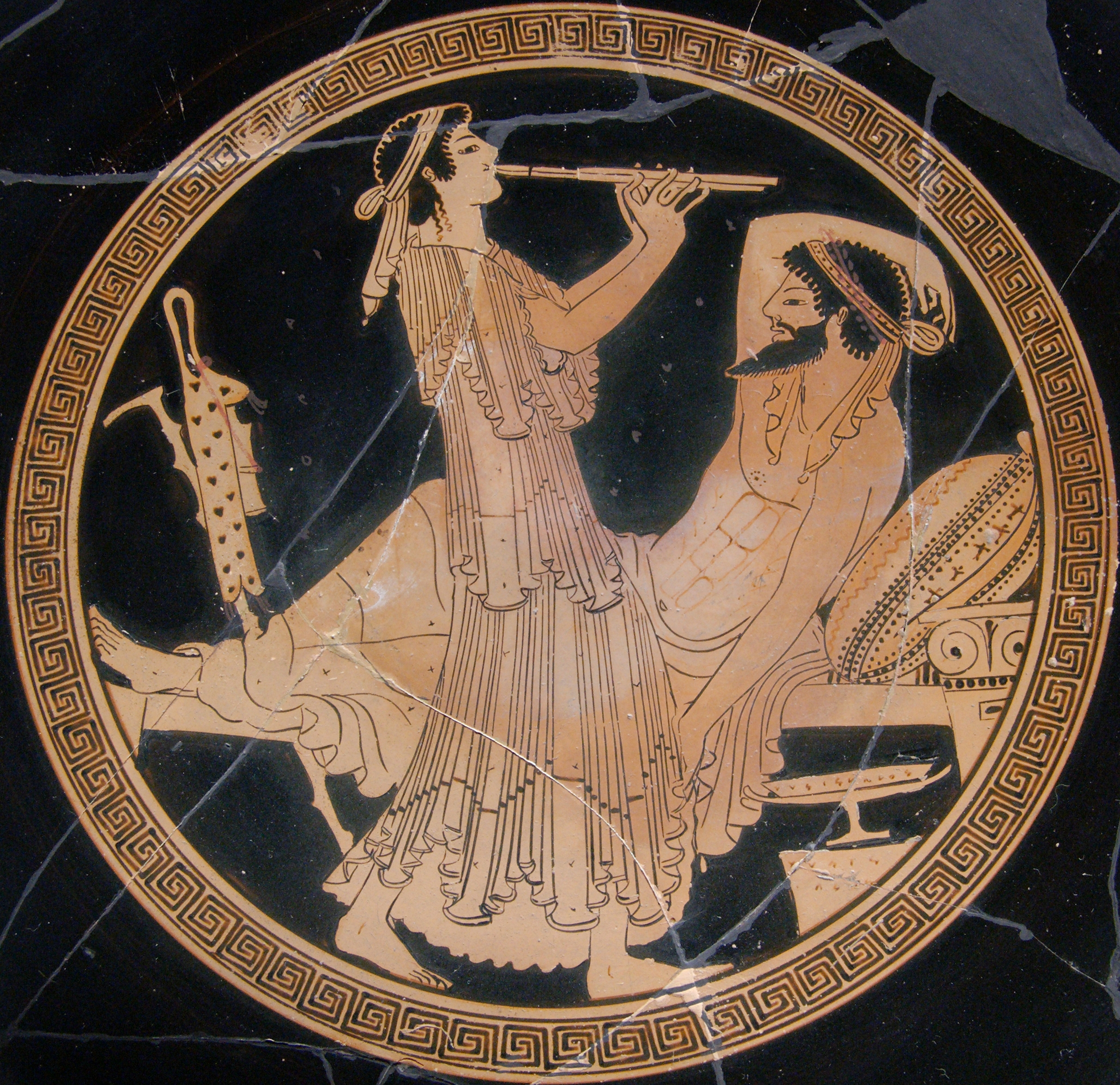
Convidado y música, copa del Pintor de Colmar,, museo del Louvre.

Estrictamente reservados para los hombres - con la excepción de bailarinas y cortesanas, las mujeres debían permanecer juntas. En El banquete de Platón, Aristodemo pide al aulista que reúna a las mujeres en la habitación que les está reservada; La mujer que se mezclaba con los hombres era vista como una esclava, como cualquier cosa de condición no libre, pasible de ataque a la justicia; el banquete era un elemento esencial de la sociabilidad griega. Podían organizarse a instancias de un particular que convidaba a sus amigos o a su familia, como las modernas invitaciones a cenar. Podía también reunir, de manera regular, a los miembros de una asociación religiosa o una hetería (especie de club aristocrático). Los grandes banquetes eran obviamente la prerrogativa de los más ricos, pero en la mayoría de los hogares griegos, los eventos familiares o fiestas religiosas eran una oportunidad para banquetes más modestos.
El filósofo peripatético Hipóloco de Macedonia, amigo y condiscípulo de Linceo de Samos, le escribió una carta sobre un banquete de boda al que fue convidado: se sirvió vino y un pan, pollos, patos, (palomas), etc. Este servicio fue seguido por otro, que incluyó un pan grande, gansos, liebres, tórtolas, cabras, perdices. Los mismos platos también fueron dados a los esclavos. Así habiendo tomado suficiente comida, los huéspedes se lavaron las manos, y aparecieron los tañedores de flautas, los músicos y arpistas rodias cubiertos por un velo. Se retiraron después de un breve comienzo: enseguida aparecieron otras, cada uno con dos frascos de fragancia. Luego se sirvió a todo el mundo, para la cena, un plato que contenía un cerdo asado muy grande. Hipóloco menciona zorzales asados, papafigos donde habían vertido yemas de huevo, ostras, vieiras. «El cerdo fue seguido de un cabrito hirviendo en la salsa en otro plato. Tan pronto como nos libra de este mundo,nos sentamos a beber».
La última parte del banquete, dedicado a la bebida también era una excusa para bailar.
El banquete ha servido de marco a un género literario: El banquete de Platón, el banquete de Jenofonte, las Charlas de sobremesa de Plutarco o incluso el Banquete de los eruditos de Ateneo.

### Sisitias
Las sisitias (τὰ συσσίτια/ta sissitias) eran comidas obligatorias compartidas en el contexto social o religioso en grupo que reunían a los hombres y la gente joven. Concernían principalmente a Creta y Esparta y toma el nombre de hetairia, pheiditia o andreia. Funcionan como los clubes aristocráticos y como un comedor militar. Como los banquetes, las sisitias eran dominio exclusivo de los hombres. Algunas referencias describen también sisitias exclusivamente femeninas. Al contrario que los banquetes, las comidas se caracterizaban por la simplicidad y la temperancia.

## Productos

### Pan y pasteles

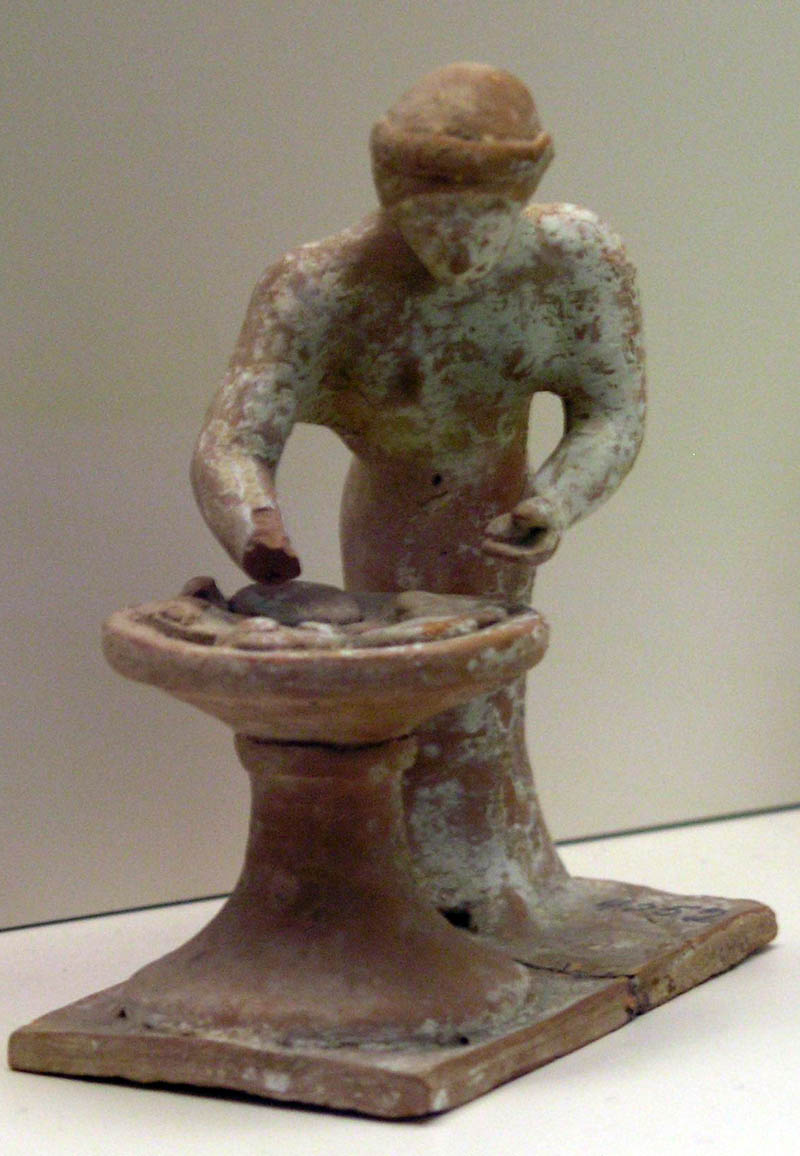
Mujer amasando pan. Años 500–475 a. C., Museo Arqueológico Nacional de Atenas.

Los cereales (σῖτος / sĩtos) constituyen la base de la alimentación griega, principalmente el trigo y la cebada. Descascarillado por remojo, el trigo podía ser transformado de dos maneras principales: reducido a sémola, será empleado en hervidos; molido y convertido en harina (en griego antiguo: ἀλείατα, romanizado: aleíata) y amasado, servirá para fabricar pan (en griego antiguo: ἄρτος, romanizado: ártos) o tortas, simples o aderezadas con queso o miel. Se conocía la levadura y corresponde a los griegos el invento del horno precalentado en su interior y con apertura delantera, que después se emplearía en cocina, pero el horno de piedra no aparecerá hasta la época romana. A partir de la época romana, los griegos utilizaron un compuesto alcalino o levadura de vino como un agente espesante. Los tozos de masa se cocían en las casas en hornos de arcilla levantados sobre pies. Una técnica de cocción más rústica consistía en depositar brasas en el suelo y cubrir el montón con una tapa en forma de campana (en griego antiguo: πνιγεὐς, romanizado: pnigeus), cuando el suelo estaba suficientemente caliente se ponía los carbones en el lado, se depositaba la masa y se volvía a tapar. Según una prescripción de Solón, legislador ateniense semimítico del siglo VI a. C., el pan de trigo, artos, debía reservarse a los días festivos. Sin embargo, desde la época clásica, y para los que tenían medios económicos el pan se podía encontrar diariamente en las panaderías. la profesión de panadero aparece en Atenas en el siglo V a. C.
En la Época Arcaica, la maze de cebada constituía la base de la alimentación. Posteriormente, en el siglo de Pericles, el artos se compraba en la panadería, como la maze, más barata. La cebada era más fácil de producir pero menos panificable. Daba panes nutritivos pero muy pesados. Se tostaba y molía para dar una harina (ἄλφιτα/alphita), que se utilizaba para hacer (a menudo sin cocer ya que el grano era tostado), la μᾶζα/mãza, el plato base griego, como lo indica el sobrenombre de «comedores de cebada», apodo que los romanos daban a loss griegos. En La paz, Aristófanes emplea la expresión ἔσθειν κριθὰς μόνας, literalmente «comer solo cebada», equivalente de «estar a pan y agua». Conocemos varias recetas de la maze: se podía servir cocida o cruda, como gachas, albóndigas o tortas. Podía ser acompañada de queso o miel.
La comida se componía de pan o de maze y del acompañamiento de pan u opson. Opson designaba todo alimento que no fuera pan: aceitunas, ajo, cebollas, legumbres, queso, carne, pescado, fruta y golosinas. Más adelante, solo será el pescado (opson en griego moderno), alimento exquisito.
El arte de los panaderos griegos consistió no solo en la diversidad de la composición de la masa del pan, sino, sobre todo, en sus variadas formas, con frecuencia adecuadas para tal o cual fiesta. Se distinguía la panadería-fábrica o artokopeion del almacén de pan o artopoleion.
Parece que para el amasado se empleó mano de obra femenina. Las clases de pan que fabricaban las mujeres no sería el keibanitos, mencionado por Aristófanes, porque era de molde, ni el pan de leche a la manera capadocia, también de molde. El streptice se trenzaba, el blosmilos se cuadriculaba. El daraton, sin levadura, era plano como una torta. El almogee, basto pan de campo, se hacía en las granjas. El phaios era un pan moreno y poco refinado. El syncomiste, pan negro por estar hecho con harina de centeno no cernida, era conocido porque facilitaba el tránsito intestinal al igual que el actual pan «dietético» de salvado. El chondrite de escanda y el semidalite de harina flor recibían los favores de la clientela acomodada.
En Rodas se fabricaban galletas, en Éfeso el hemiarton, cuya forma de media luna constituía una atención a Artemisa, diosa de la luna.
Plakon, que se suele traducir por pastel, designaba en realidad una especie de galleta de harina de avena, con queso blanco y miel. El plakon se amasaba con queso blanco, al igual que la mayor parte de los pasteles. Se endulzaba con miel en la misma medida que se especiaba.
Muchos de estos pasteles se comían en ocasiones especiales: en el teatro (stolytés y artocras, chorreantes de grasa) o en las fiestas religiosas. En dichas festividades, los pasteles desbordaban en formas sugestivas. Los muloi de Siracusa (harina flor, miel y semillas de sésamo) reproducían con gran realismo el bajo vientre femenino. Se ofrendaban a Deméter y a su hija Perséfone, en los días de las Tesmoforias. Los arietés y diakonon en forma de media luna se dedicaban a Artemisa, entre pequeñas velas encendidas. Los kribanés, moldeados como el seno de Afrodita, no tenían otra vocación que la de agradar. Hacía reír el empetas, una zapatilla literalmente, que se rellenaba con plakos de queso.
Se conocían las tartas de queso, como el euchylous (un bizcocho) o el bazyma (harina, miel, higos secos y nueces). Las uvas pasas se encontraban en el nastos. No hay que olvidar una multitud de buñuelos: de aceite, ekkrides y taggemidés; de miel: el stretés en espiral y el epychités cocido dos veces.
Antecesor del pudding inglés, el thyron fue explicado por el gramático y gastrónomo Julio Pólux: «se amasan manteca, sesos, huevos y queso fresco. Se enrolla la masa en hojas de higuera, se cuece en un caldo de ave o de cabrito, y después se descubre para freírlo en miel hirviendo».
En el curso de los symposions, se mojaba en vino el bacchylis y, entre los argivos la ofrenda de la esposa al esposo era un pastel de boda.

### Frutas y legumbres
La presencia de higos carbonizados, junto a los restos de uva, sugiere que se sirvieron con adyuvante azucarado para camuflar el amargor del zumo de viñas silvestres.
Los cereales se servían a menudo con un acompañamiento llamado genéricamente ὄψον/ópson. La palabra designa en primer lugar todo lo que se prepara al fuego, y por extensión todo lo que acompaña al pan. Este significado fue trasladándose con el tiempo. Por ejemplo, en la Ilíada, el término designa a la carne; después, en la Odisea, su significado se extiende al pescado. En la época clásica, se trata más bien de verduras (coles, cebollas, lentejas, habas), en sopa, hervidas o en puré (ἔτνος étnos), condimentadas con aceite de oliva, vinagre, γάρον gáron (garo) —una salsa de pescado parecida al nuoc mam vietnamita— y hierbas. Si creemos a Aristófanes en Las ranas (v. 62-63), el puré era uno de los platos favoritos de Heracles, siempre representado como un glotón en la comedia. Los más pobres consumían corrientemente bellotas de roble (βάλανοι/bálanoi). Las aceitunas eran una guarnición corriente, crudas o encurtidas.
En la ciudad, las verduras frescas eran caras y se consumían poco: los ciudadanos poco afortunados se conformaban con las verduras secas. La sopa de lentejas (φακῆ/phakễ era el plato típico del campesino. las raciones militares típicas contenían ajo, cebolla y queso. Aristófanes evoca en La paz (v. 529) el «flato de comedor de cebollas» típico del soldado. Por otra parte, el coro canta la paz y su «alegría de librarse del casco/del queso y las cebollas».
Los frutos, frescos o secos, se comen en el postre. Son principalmente higos, granadas, nueces y avellanas. Los higos secos se consumen igualmente en aperitivo, junto con el vino. En ese caso, se acompaña a menudo de castañas, garbanzos o hayucos tostados.
Un puñado de higos frescos o secos constituía una comida muy nutritiva a la que se añadía, si se podía, leche cuajada con zumo de higos o tortas. «Alimento de atletas por excelencia», dirá Platón.
Para proteger este principal recurso del Ática se prohibió su exportación. La recolección jamás se producía antes de que los sacerdotes sicofantas (reveladores del higo) anunciaran de modo oficial su madurez. Posteriormente, se dio este nombre a quienes denunciaban el contrabando de higos, y más tarde, a todos los delatores y chantajistas.

### Carne

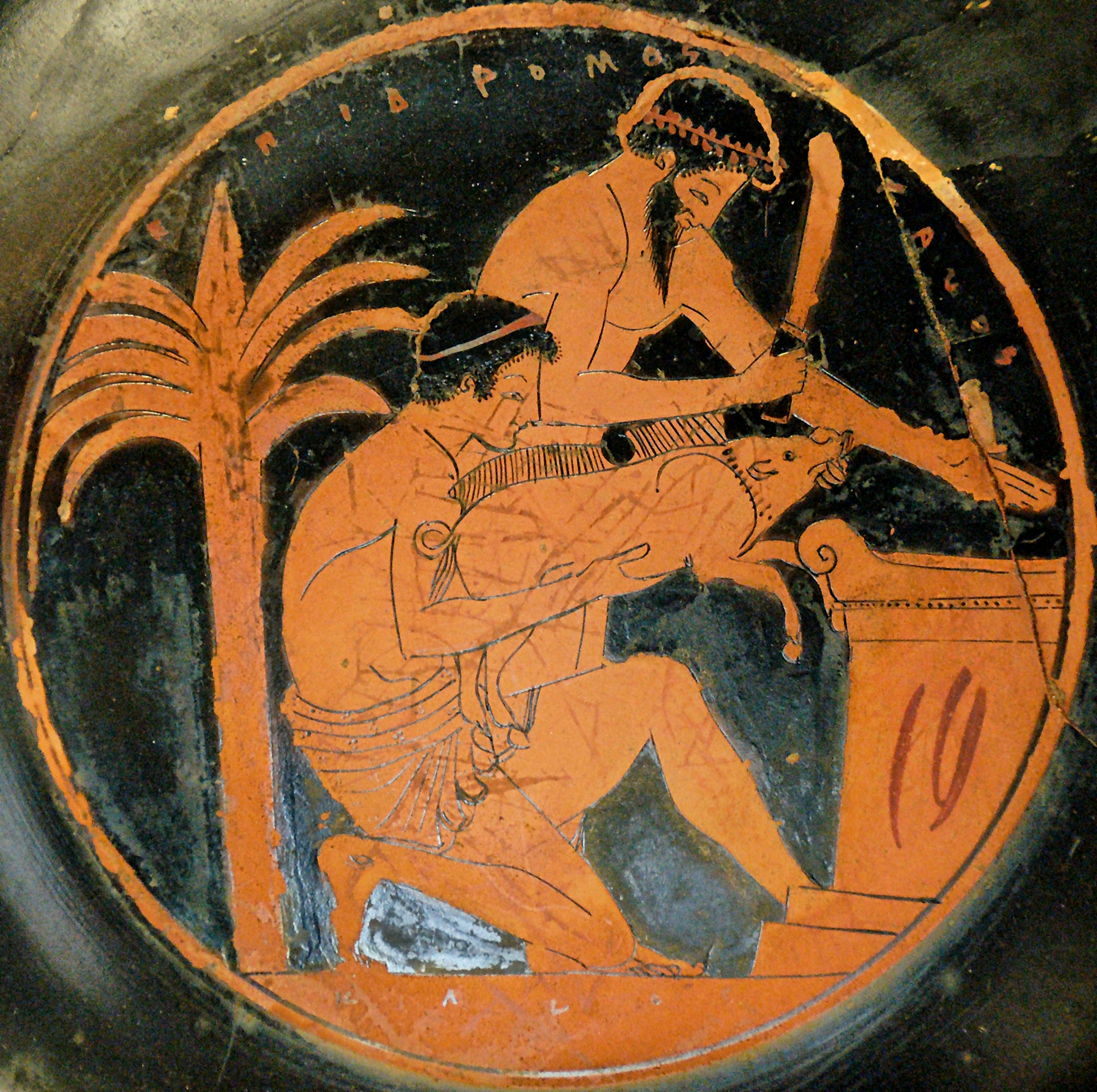
Sacrificio de un jabalí, principal fuente de carne. Vasija de barro, Museo del Louvre; data del 510-500 a. C.

Comer carne era raro, excepto en las fiestas o banquetes. El consumo de carne y pescado varía según el entorno: en el campo, la caza permite el consumo de pequeñas aves y liebres. Los campesinos cultivan asimismo la cría de pollos y gansos; los propietarios mejor asentados desarrollan una primitiva ganadería de cabras, cerdos y corderos.
En la ciudad, la carne es cara, excepto la de cerdo: en la época de Aristófanes, un lechón cuesta tres dracmas, unas tres jornadas de trabajo de un obrero. Ricos y pobres comían salchichas. Morcillas hechas de estómago de cabra lleno de grasa y sangre ya son mencionadas en la Odisea.
La civilización micénica practicaba la ganadería de bovinos por su carne. En el siglo VIII a. C. Hesíodo describe su ideal de festín campestre con vino, leche de cabra y carne de toro. En el fin de la época arcaica, la ganadería declina y el consumo de carne se torna marginal, limitada a los sacrificios religiosos que originan festines cívicos.
La carne se menciona mucho menos en los textos de la época clásica que en la poesía arcaica; Es posible que este cambio no refleje un cambio en los hábitos de consumo, sino solo que sean los códigos de cada género literario. Consumo de carne principalmente ocurre en ocasión de los sacrificios religiosos que tienen lugar en las fiestas cívicas: se quema la parte de los dioses (fémur, grasa y vísceras) mientras que la parte de los hombres (carne) se hacía a la parrilla y se entregaba a los participantes. Había un floreciente comercio de carne cocida o salada, que también parecen de sacrificios.

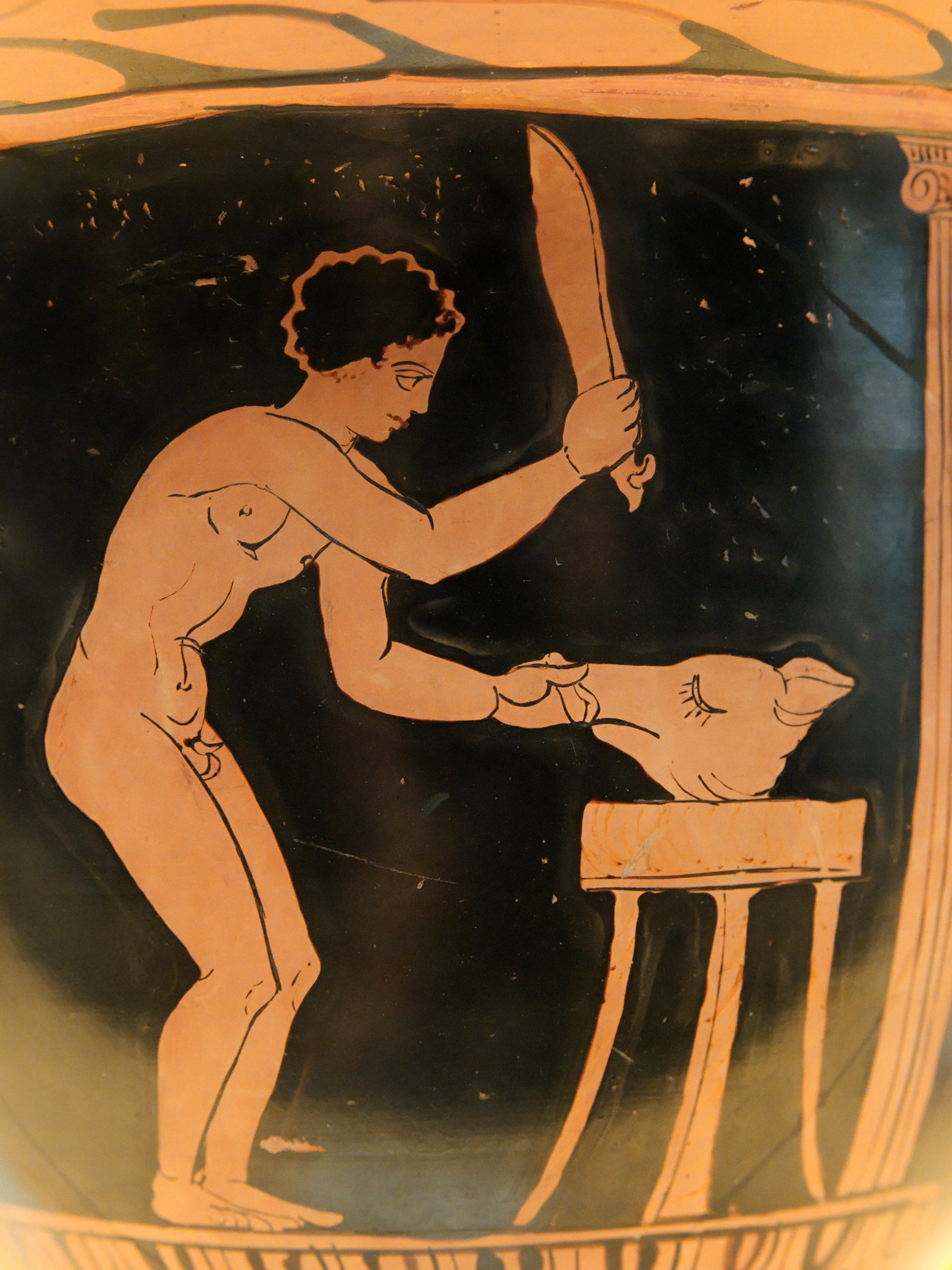
Un joven prepara la cabeza de un cerdo después del sacrificio. Crátera de campana del Pintor de Tarporley. Ca. 360-340 a. C. Museo Arqueológico Nacional de España.

La técnica del carnicero griego tenía de particular que el animal no era cortado según el tipo de pieza, sino en porciones de igual peso: cada uno de ellas podía, por tanto, estar compuesta casi enteramente de grasa y hueso, o por el contrario solo de carne, y mezclaba trozos para brasear, rostir, hervir o asar a la parrilla. Un pasaje de la comedia ilustra los problemas de la práctica suscitaba: «Querefonte compró un día carne. Se dice que el carnicero cortó por azar un trozo muy huesudo». Le dijo: carnicero, «los huesos no cuentan», a lo que este respondió: «pero la carne es tierna: se dice que lo es cuando está cerca del hueso». Y querefonte le dijo: «bien, querido amigo, pero su peso extra me molesta, donde quiera que esté».
En Creta, las mejores porciones se asignaban a los ciudadanos particularmente sabios o buenos guerreros; en otras ciudades, como Queronea, las porciones se obetenían al azar, lo que daba a todos la misma oportunidad para conseguir un buen o un mal trozo. Por lo tanto, un griego al comprar carne en el mercado apenas podía elegir entre los menudillos y la propia carne: no hay ningún pedido en las fuentes de una chuleta o pierna de cordero.
Por su parte, los espartanos comían principalmente el ragut de cerdo —una especie de potaje de carne (en griego antiguo: μέλας ζωμός mélas zômós)—, compuesta de cerdo, aceite, sal y una salsa de sangre y vinagre. El plato se completaba con maza, higos y queso y a veces caza o pescado. Plutarco afirma que «De los platos era muy apreciado, entre ellos, el caldo negro; tanto que los ancianos ni siquiera pedían un trozo de carne, sino que se lo dejaban a los jovencitos, y ellos comían sirviéndose el caldo». Era un tema curioso para los griegos. «Por supuesto que los espartanos son los más valientes de todos los hombres», bromea un sibarita, «cualquier hombre con buen sentido preferiría morir mil muertes en lugar de llevar una vida pobre». Claudio Eliano, autor del siglo II-II, dice que los espartanos defienden que sus cocineros sabían preparar otras cosas además de la carne.

### Pescado

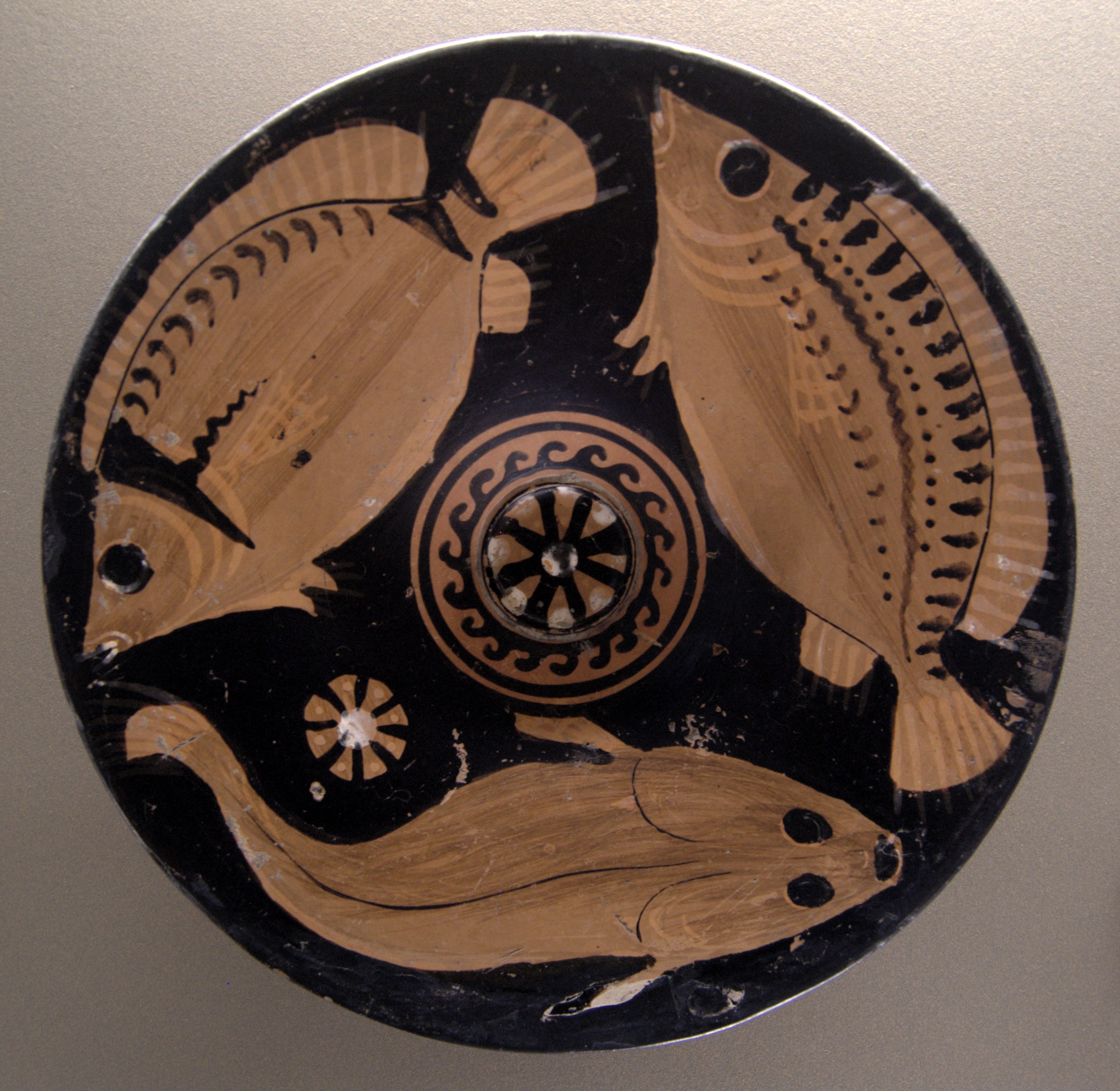
El pescado fresco era uno de los platos preferidos de los griegos. Plato de figuras rojas, c. 350-325 a. C., Museo del Louvre.

La actitud de los griegos hacia el pescado varía según la época. Como señalan ellos mismos, no se comía pescado en la Ilíada, sino solo carne asada. Platón lo atribuye a la austeridad de las costumbres de la época, pero parece que por el contrario, el pescado era entonces percibido como el alimento de los pobres. La Odisea menciona aunque los compañeros de Odiseo comen pescado, pero solo porque tienen hambre después de pasar por Escila y Caribdis y porque deben alimentarse con lo que cae en sus manos. Por el contrario, en el período clásico, el pescado se convirtieron en un lujo buscado por los más exquisitos gurmés y suscitando en el periodo helenístico, a tratados especializados, como el de Linceo de Samos en el Arte de comprar pescado no caro.
Sin embargo, no todos los pescados estaban al mismo nivel. Una estela de finales del siglo III a. C. de la ciudad Beocia pequeño de Acrefias, en el lago Copaide, proporciona una lista de peces y sus respectivos precios, probablemente para proteger a los consumidores de aumentos excesivos: el menos caro era el skaren (sin duda la vieja colorada), mientras que la ventresca de atún costaba tres veces más. El poeta Érifo sitúa la sepia con la ventresca de atún, la cabeza de lubina y el congrio en el rango de los manjares dignos de los dioses, y que los pobres no pueden permitirse. Los invitados en el banquete organizado por Ateneo en el siglo II-III, dedican gran parte de su conversación a consideraciones enófilas y gastronómicas. Discuten sobre los méritos comparados de tales vinos, verduras o carne. Evocan platos renombrados (sepia rellena, ventresca de atún, cangrejo de río, lechuga aliñada con vino de miel) y de grandes cocineros, como Sotérides, cocinero del rey Nicomedes I de Bitinia (siglo III a. C.) Mientras que su maestro, en plena tierra, echa de menos las anchoas, sirve imitaciones: nabos femeninos femeninos cuidadosamente cortados en forma de anchoas, aceitados, salados y espolvoreados con semillas de amapola negra. Esta proeza culinaria, la Suda, enciclopedia bizantina, la atribuye por error al gurmé romano Marco Gavio Apicio (siglo I a. C.), prueba de que los griegos no tenían nada que envidiar a los romanos. En el nivel más bajo, sardinas, anchoas y otros alevines formaban parte de la nutrición habitual de los atenienses, tanto frescos como salados. Los alevines se freían como el sartanado de los provenzales, receta que se remonta a los foceos. De los otros pescados corrientes de mar, se pueden citar el atún blanco, salmonete, raya, pez espada, o incluso el esturión, manjar consumido salado. De los peces de agua dulce consumían el lucio, la carpa o el siluro, poco apreciado.

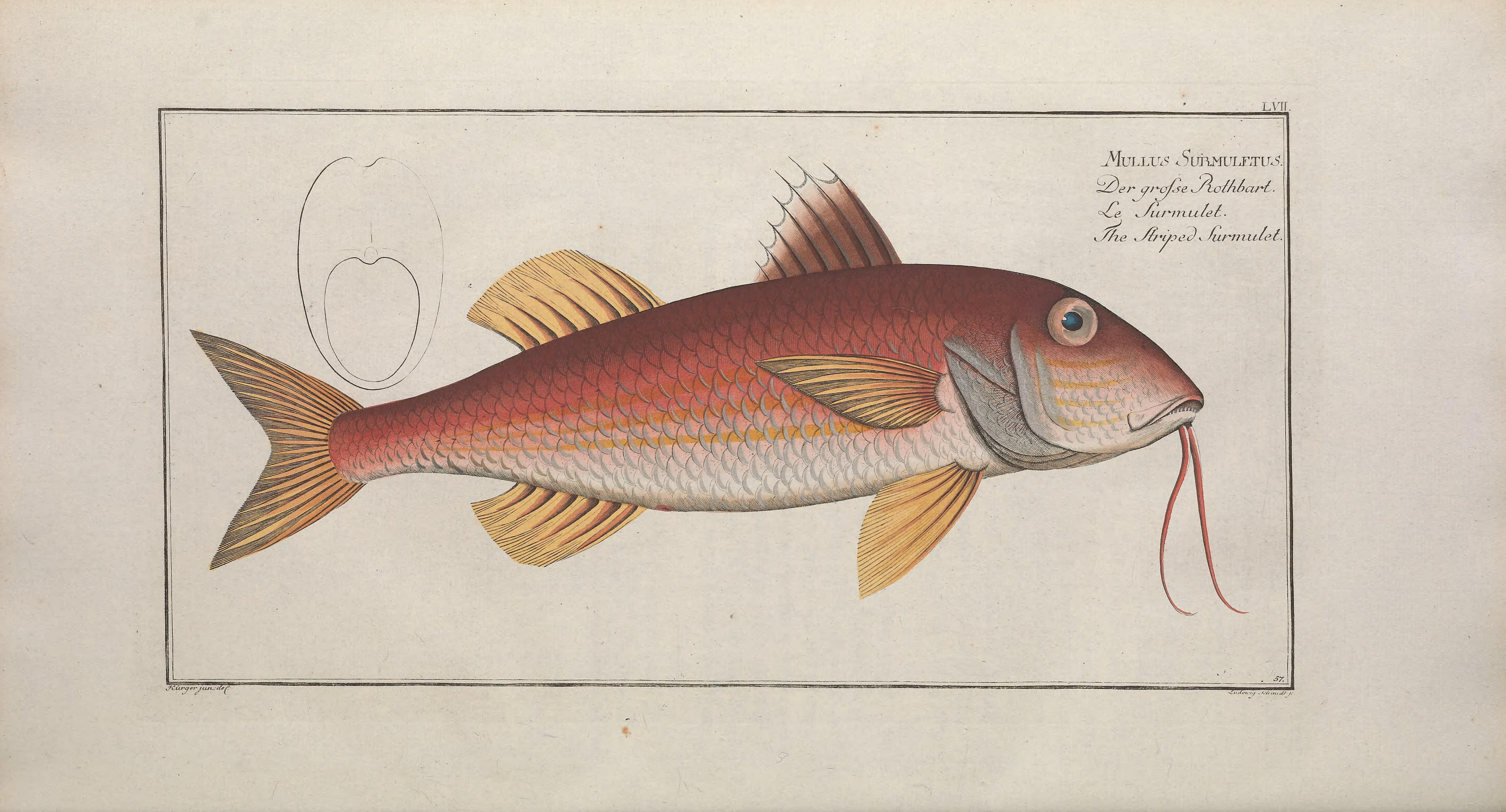
Salmonete.

En las islas griegas o en el litoral, el pescado fresco y el marisco eran el recurso corriente. Eran consumidos en el puerto y cada vez más vendidos a las tierras del interior. Otros pescados eran más caros, como el atún o las anguilas del lago Copaide en Beocia.
Los griegos apreciaban también las huevas de pescado y del marisco: sepia (σηπία), pulpo (πολύπους) y calamar (τευθίς) fritos o a la parrilla se servían como aperitivo, como acompañamiento o en el banquete cuando eran pequeños. Los ejemplares grandes formaban parte del repertorio de la alta cocina. Sepias y pulpos eran regalos tradicionales en las fiestas de la Anfidromia, en la que los padres ponían el nombre a sus hijos. En cuanto a los moluscos, se pueden probablemente reconocer en los que mencionan las fuentes, como el mejillón, nacra, abulón, almeja, la lapa, vieira y almejón. Galeno fue el primero en mencionar el consumo de la ostra (ὄστρεον) cruda. Por último, el cangrejo (καρκίνος), bogavante (ἀστακός), langostino (κάραϐος) y santiaguiño (ἄρκτος) eran apreciados. El erizo de mar (ἐχῖνος) se conocía más a lo largo de la costa.
El pescado se obtenía de la pesca a menudo individual, muy cerca de la costa y arteanal, o incluso a mano. Si asumimos la existencia de las subastas, la mayoría de la pesca parece que se vendía en los mercados de las ciudades, en puestos especializados. El pescado es a menudo en forma de sal. El proceso se presentaba a menudo salado. El procedimiento de salazón era especialmente común para peces pequeños: «más barato que el pescado salado» se refiere a un bien extremadamente común y muy barato. También se aplicaba la salazón al pescado azul: bonito, atún, verdel, tiburón ángel, esturión, y hasta cangrejos y erizos de mar.

### Huevos y queso
Los griegos criaban patos, codornices y gallinas en parte por sus huevos. Algunos autores alaban los huevos de faisán y los huevos de la oca de Egipto. Los pájaros en los comercios, carnicerías estaban vivos y se mataban a petición, pero se puede suponer que eran bastante raros. Los huevos eran consumidos duros o pasados por agua como entremeses o como postres. Se empleaban también, bajo forma de clara, de yema o enteros, en la fabricación de algunos platos.
La leche (griego γάλα, gála) es bebida por los campesinos pero no era casi empleada en cocina. La mantequilla (griego βοὐτυρον, boútyron) era conocida, pero también poco empleada: los griegos consideraban su uso como una característica de los tracios del norte del Egeo, a los que el poeta cómico Anaxándridas llama los «comedores de mantequilla». En cambio, apreciaban los productos lácteos. Se servía como dulce lo que debía parecerse al yogur, en griego πυριατή. Sobre todo, el queso (griego τυρός, tyrós), de cabra o de oveja, era un alimento básico. Se vendía en distintas tiendas según fuera o no fresco, costando el primero los dos tercios del precio del segundo. Pyriatē (πυριατή) y oxygala (οξύγαλα) eran productos de la leche cuajada, similar al queso cottage, o quizá yogur, que normalmente se comía con miel. El queso se comía solo o mezclado con miel o legumbres. Entraba como ingrediente en la preparación de buen número de platos, incluidos los de pescado. La única receta conservada es del cocinero siciliano Miteco, en su Tratado de cocina dice así: «saca las tripas de la cinta una vez que cortes la cabeza; lávala, córtala en filetes y rocíala con queso y aceite». Sin embargo, este uso del queso era controvertido: Arquéstrato advierte a sus lectores que los cocineros sicilianos pierden buen pescado mediante la adición de queso.

## Bebidas

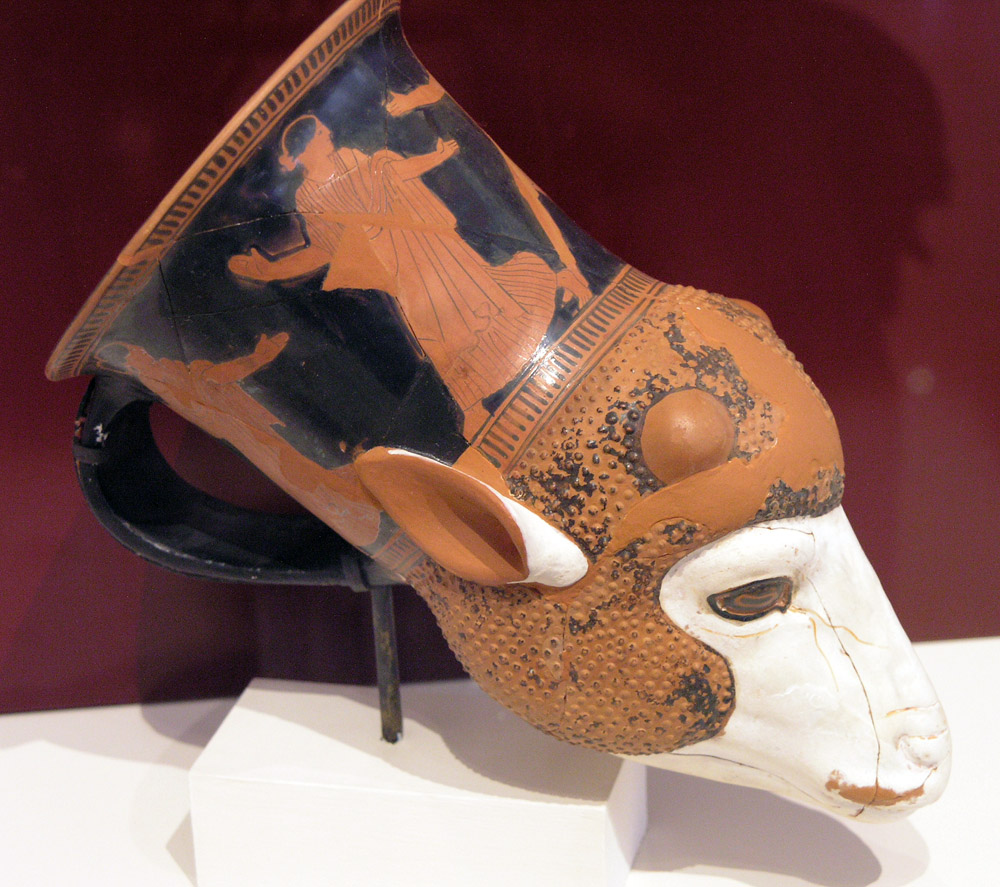
Rhyton ático, hacia 460-450 a. C., Museo Arqueológico Nacional de Atenas.

La bebida más extendida era evidentemente el agua. Ir a buscar agua era la faena cotidiana de las mujeres. Si el pozo es inevitable, se prefería naturalmente el agua «de una fuente que siempre brote y corra, que no esté turbia». El agua estaba reconocida como nutritiva —hace crecer los árboles y las plantas— y apetecible. Píndaro juzga así «agradable como la miel»  el agua de una fuente». Los griegos calificaban un agua de pesada, seca, ácida, dulce o dura, fuerte, etc. Un personaje del poeta cómico Antífanes  jura que reconocería entre todas las aguas la del Ática por su buen gusto. Ateneo cita a un cierto número de filósofos, reputados por no beber agua, hábito conjugado con una alimentación vegetariana (cf. ver más abajo). Se bebía también corrientemente leche de cabra e hidromiel.
El utensilio habitual para beber era el esquifo, de madera, de tierra cocida o de metal. Sin embargo, Plutarco menciona el kóthon  y lo describe como vaso espartano que presenta la ventaja, en el ejército, de tapar a la vista el color del agua y de retener en sus bordes el barro que se puede encontrar allí. Se utiliza también la copa de beber llamada kílix, y en los banquetes, el kantharos o incluso el ritón.

### El vino

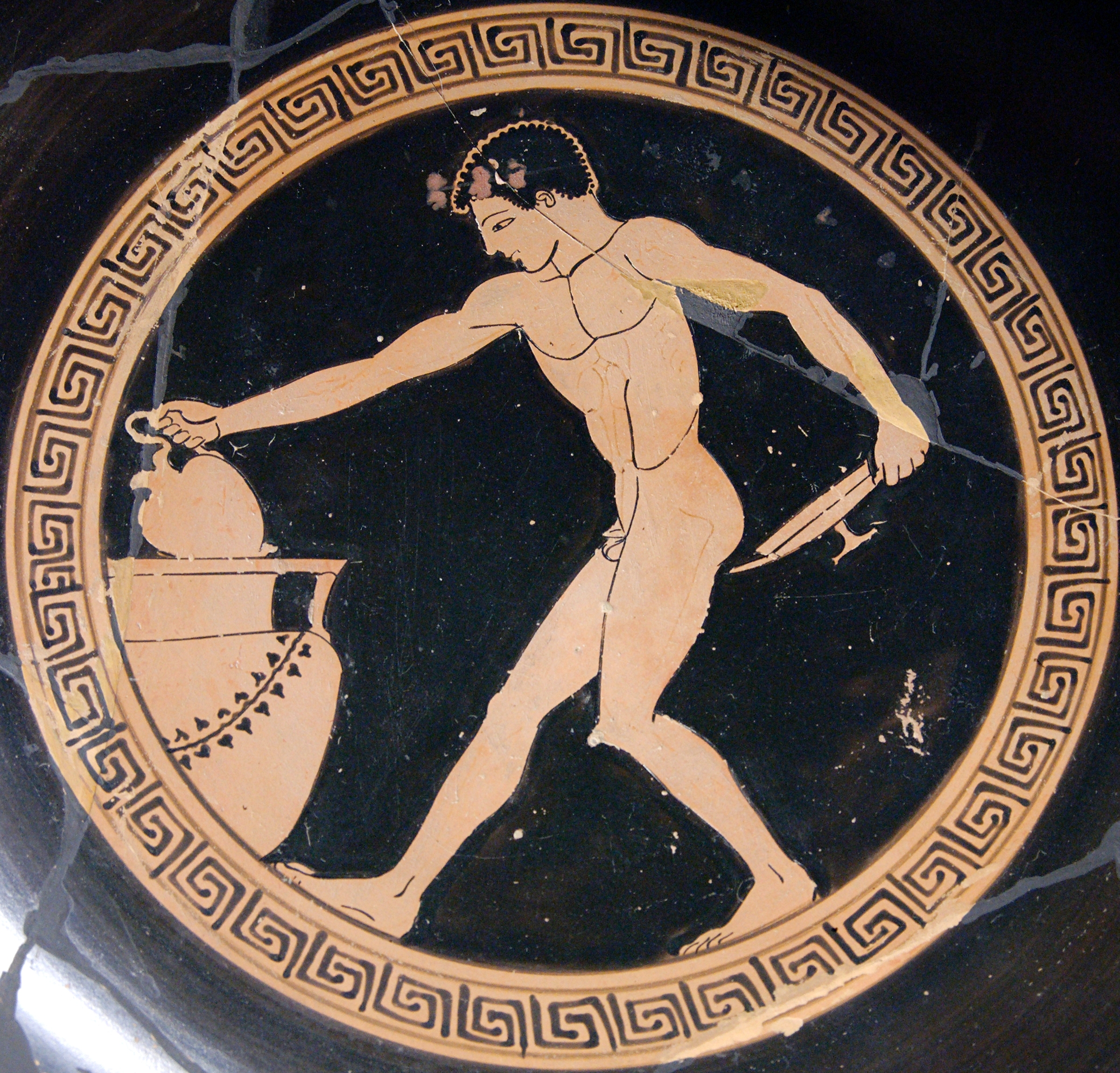
Convidado sacando vino de una crátera mediante un enócoe para rellenar su kílix, h. 490-480 a. C., Museo del Louvre.

Grecia descubrió probablemente la viticultura en el curso del cuarto y tercer milenio a. C. Así lo certifican las tablillas escritas en lineal A y lineal B, que mencionan viñedos, viñas asociadas con árboles o cereales y el vino dulce, vino de pasas o con miel. Homero y Hesíodo describen el trabajo de la viña y las prácticas tradicionales: Los Trabajos y días muestran al viticultor cosechando los racimos bien maduros, que dejaba secar al sol durante diez días para concentrar los azúcares; la técnica se utilizó hasta la época de Hipócrates  y Dioscórides. Los racimos eran pisoteados y después exprimidos. El mosto se vertía en pithoi (en griego, πίθοι), un tipo de tinajas selladas con brea, que se medio enterraban para garantizar una temperatura estable y se dejaban fermentar de 10 a 30 días. Las vasijas permanecían cerradas hasta el final del invierno, que en Ática correspondía a la fiesta de las Antesterias.
El vino era vinificado tanto en tinto como en rosado y en blanco. El catálogo de vinos elaborados era muy amplio. Los nombres indicaban el lugar de origen, la uva empleada, el procedimiento de elaboración, la calidad, etc. Vinos famosos, entre otros, eran el prámnios, biblino, y psitio (psíthios).
Como en la actualidad, se encontraba todo tipo de producciones: grandes cosechas procedentes de Tasos, de Lesbos, Quíos o Rodas de vino de mesa, e incluso vino peleón ligero, aclarado con agua del residuo formado con los pellejos de la uva, mezclado con posos, reservado al consumo personal del productor. Los griegos no dudaban en aromatizar el vino, con miel, canela o incluso tomillo. Eliano menciona también un vino mezclado con perfume. También fue habitual la producción en época romana de una antecesor de retsina, vino con resina de pino incluso ya en época micénica y el vermut. Claudio Eliano menciona un vino mezclado con perfume. Se conocía igualmente el vin cuit y, en Tasos, el vino dulce. Algunos vinos eran salados, como en Lesbos, añadiendo agua de mar o empapando la uva secada al sol en agua de mar. Si el gusto parece haber sido apreciado, también podía ser una manera de evitar que el vino se agriara.
El vino debía venderse puro. Vender vino mezclado era un fraude contra el que la Geopónica da consejos: basta con tirar en el vino un objeto ligero como un trozo de manzana o de pera o una cigarra: Si el vino es puro, el objeto flota.
El vino era consumido generalmente aguado, puro, no se recomendaba para el uso diario: de hecho parece que su graduación alcohólica era más alto que el vino actual. Los de Santorini, Creta, Mesina, Arcadia y Ática variaban entre 13 ° y 15 °, o incluso llegaban a 17 ° los más fuertes. El vino se mezclaba en un crátera y los esclavos lo sacaban con enócoes y lo servían en los kílices de los bebedores. Antes del siglo IV a. C. no se vertía el vino sobre el agua, sino el agua sobre el vino, para que al estar aguado, no hubiera en los banquetes tanta avidez por beber el que quedaba, y se empleaba la mayor parte para el juego del cótabo. Fanias de Ereso, amigo y condiscípulo de Teofrasto describe un vino particular, el anthosmías, que llevaba una parte de agua de mar por cada cincuenta de mosto. Era un vino tinto con aroma floral. El vino puro estaba recomendado para un uso corriente: parece que su graduación alcohólica era mayor que la del vino actual. La fermentación natural de un mosto con un gran contenido en azúcar obtenido con una buena insolación podía alcanzar de 12° a 16° (18° máximo). Se mezclaba en una crátera en la cual los esclavos lo sacaban con enócoes para servir las copas (kílix) de los bebedores. El vino puro podía ser empleado como medicamento y, de manera general, se atribuían al vino virtudes medicinales sorprendentes. Claudio Eliano menciona que el vino de Herea de Arcadia vuelve locos a los hombres y fértiles a las mujeres; en cambio, un vino aqueo ayudaba a las mujeres que deseaban abortar. Fuera de las aplicaciones terapéuticas, la sociedad griega reprobaba la consumición de vino por las mujeres. Si hay que creer a Eliano, una ley de Massalia prohibía incluso y prescribía a las mujeres no beber más que agua. Esparta era la única ciudad en la que las mujeres bebían normalmente vino.
Los vinos reservados a un uso local se almacenaban en odres de piel. Los destinados a la venta se vertían en píthoi. Se trasvasaban luego a ánforas untadas de pez, para venderlos al detalle. Los grandes crudos llevaban sellos del productor o de los magistrados de la ciudad a fin de garantizar su origen. Se trata de una de las primeras asociaciones entre origen geográfico y calidad objetiva de un producto, una indicación de procedencia que estará más tarde en la base de las denominaciones de origen controladas.
Teofrasto, autor de un Tratado de la embriaguez, indica al hablar de la cornicabra en Historia de las plantas, que en el siglo III a. C., la 'tericlea', utilizada para consumir el vino era un cáliz, explicando que era tan perfecta, que nadie podría distinguirla de la hecha de cerámica. Según Teofrasto, fue Tericles, alfarero de Corinto, contemporáneo de Aristófanes, quien ideó este tipo de recipiente.

### El ciceón

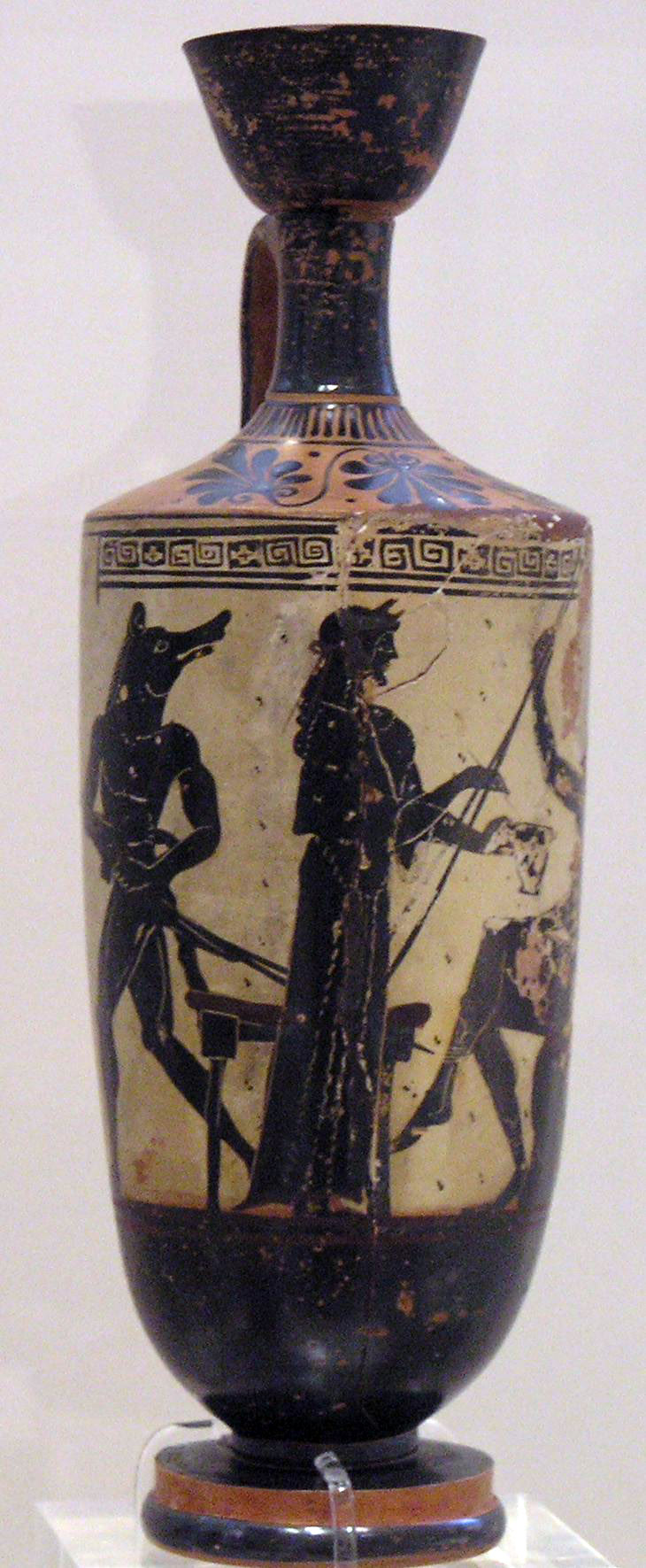
Circe le ofrece ciceón a Odiseo. Pintor de Atenea, ca. 490–480 a. C. Lécito de Eretria de fondo blanco. Museo Arqueológico Nacional de Atenas, inv. 1133.

Los griegos conocían el ciceón (griego κυκεών, kykeốn, del término κυκάω, kykáô, 'remover, mezclar'), intermedio entre la bebida y el alimento. Se trata de una bebida de cebada añadida al agua y con hierbas. En la Ilíada la bebida preparada por un sirviente para Macaón, era un ciceón que se consumía con queso de cabra rallado y cebolla. En la Odisea Circe le añade miel y un filtro mágico. En el Himno homérico a Deméter, la diosa rechaza el vino tinto, pero acepta un ciceón compuesto de agua, de harina y de menta. Utilizado como bebida sagrada en los misterios eleusinos, el ciceón era también un brebaje popular, sobre todo en el campo: Teofrasto en sus Caracteres, muestra a un campesino que ha bebido mucho ciceón e incomoda a sus vecinos por su aliento en la asamblea. La bebida era reputada por sus virtudes digestivas. Así, en La paz, Hermes la recomienda al héroe que ha abusado de los frutos secos.
La decocción de la cebada, el ptisane es una decocción de cebada mondada, filtrada o no, que era la comida habitual de los enfermos. Hipócrates la recomienda especialmente en la alimentación de los pacientes con enfermedades agudas.

## Tragones, gurmés y cocineros

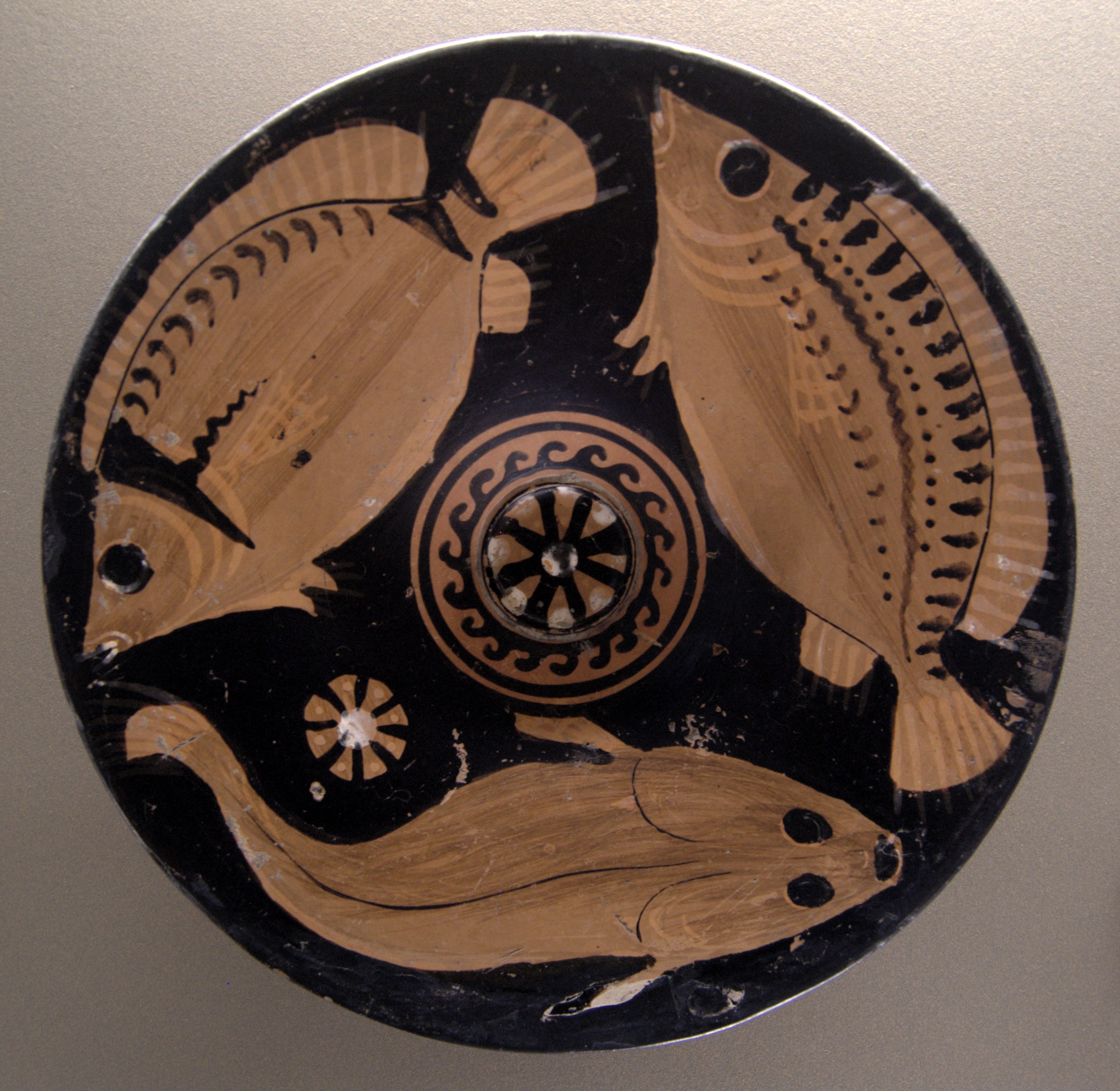
Pescado fresco, uno de los platos preferidos de los griegos, plato de figuras rojas, h. 350-325 a. C., museo del Louvre.

Los alimentos desempeñaron un papel importante en el modo griego de pensamiento. El clasicista John Wilkins señala que «en la Odisea por ejemplo, los hombres buenos se distinguían de los malos y los griegos de los extranjeros en parte en términos de cómo y qué comían». Heródoto identificaba a la gente en parte en términos de alimentos y comida.
Hasta el siglo III a. C., la frugalidad impuesta por las condiciones físicas y climáticas del país se llevó a cabo con virtuoso. Los griegos no ignoraban los placeres del comer, pero valoraban la simplicidad. En las épocas arcaica y clásica, la frugalidad, impuesta por las condiciones físicas y climáticas griegas, fue erigida en virtud. Los griegos no ignoraban el placer de comer, pero debía ser simple. El campesino Hesíodo, consideraba como un festín la carne asada, la leche y las tortas, todo a la sombra de una bella jornada. La mejor comida es la que es gratuita: «juerga sin coste no hay que dejarla perder», remarca el filósofo Crisipo.
La investigación culinaria y gastronómica era en cambio rechazada como un signo de blandura oriental: los persas eran considerados decadentes por su gusto por el lujo, que se manifestaba en su gastronomía. Los autores griegos se complacían en describir la mesa del Gran Rey aqueménida y de su corte: Heródoto, Clearco de Solos, Estrabón, y Ctesias, son unánimes en sus descripciones.
Los griegos se complacían en recalcar la austeridad de su régimen alimenticio. Plutarco relata que un rey del Ponto, con curiosidad por probar el famoso «caldo negro» espartano, compró un cocinero laconio. Probó el plato y lo encontró muy malo; el cocinero le respondió «Oh rey, para probar este caldo, hace falta primero haberse bañado en el Eurotas». Según Polieno, Alejandro Magno, al descubrir la sala de comer del palacio real persa, se burla del gusto por la comida y ve ahí la causa de su derrota, diciendo a sus hombres: «De ningún modo conviene que los reyes aprendan a cenar con tanto dispendio, pues es forzoso que a tamaños dispendio y molicie acompañe tamaña cobardía. Y veis también rápidamente derrotados en las batallas a quienes se han hartado de tales cenas». Pausanias de Esparta, al descubrir los hábitos alimentarios del persa Mardonio, habría ridiculizado a los persas que «teniendo tales medios de vida, ataquen a los griegos que viven miserablemente».
Consecuencia de este culto a la frugalidad, la cocina permaneció mucho tiempo bajo el dominio de las mujeres, ya fueran libres o esclavas. A pesar de todo, desde la época clásica, la realidad parece no corresponder totalmente con el cuadro pintado por los griegos: se menciona ya a especialistas del arte culinario. Eliano y Ateneo mencionan los mil cocineros que acompañaron, en época de Clístenes, a Esmíndridas de Síbaris en su viaje Atenas. Platón menciona así a «Tearion el cocinero, Miteco, el autor de un tratado de cocina siciliana, y a Sarambo, el comerciante de vinos, muy eminentes conocedores de repostería, cocina y vinos». Algunos cocineros escribieron tratados de cocina.
Al cabo del tiempo, cada vez más los griegos se presentaban como gourmets. Claudio Eliano lo explica: «Se dice que, en Rodas, quien se detiene a mirar el pescado con admiración tiene mejor apetito que nadie y, así, sus conciudadanos lo elogian por su distinción. En cambio, a quien inclina sus gustos hacia la carne, los rodios lo desprecian como individuo vulgar y glotón». En la época helenística y después romana, a pesar de las reivindicaciones de frugalidad, los griegos —al menos los ricos— no se muestran más austeros. Los convidados cultivados del banquete puesto en escena por Ateneo en los siglos II-III consagran una gran parte de su conversación a consideraciones enológicas y gastronómicas. Discuten de los méritos comparados de tales vinos, legumbres o carnes; evocan platos renombrados (sepias rellenas, ventresca de atún, cangrejos de mar, lechugas bañadas en vino de miel) y grandes cocineros —como Sotérides, cocinero del rey Nicomedes I de Bitinia (reinado del 279 a 250 a. C.)—. Mientras que su amo, en pleno secano, carece de anchoas, le sirve imitaciones: nabos cuidadosamente cortados en forma de anchoas, aliñados, salados y condimentados con granos de adormidera negra. Este éxito del cocinero, la Suda, enciclopedia de la época bizantina, lo atribuye por error al célebre gourmet romano Marco Gavio Apicio (siglo I) —prueba de que los griegos no tenían nada que envidiar a los romanos—.

## Regímenes alimenticios particulares

### El vegetarianismo

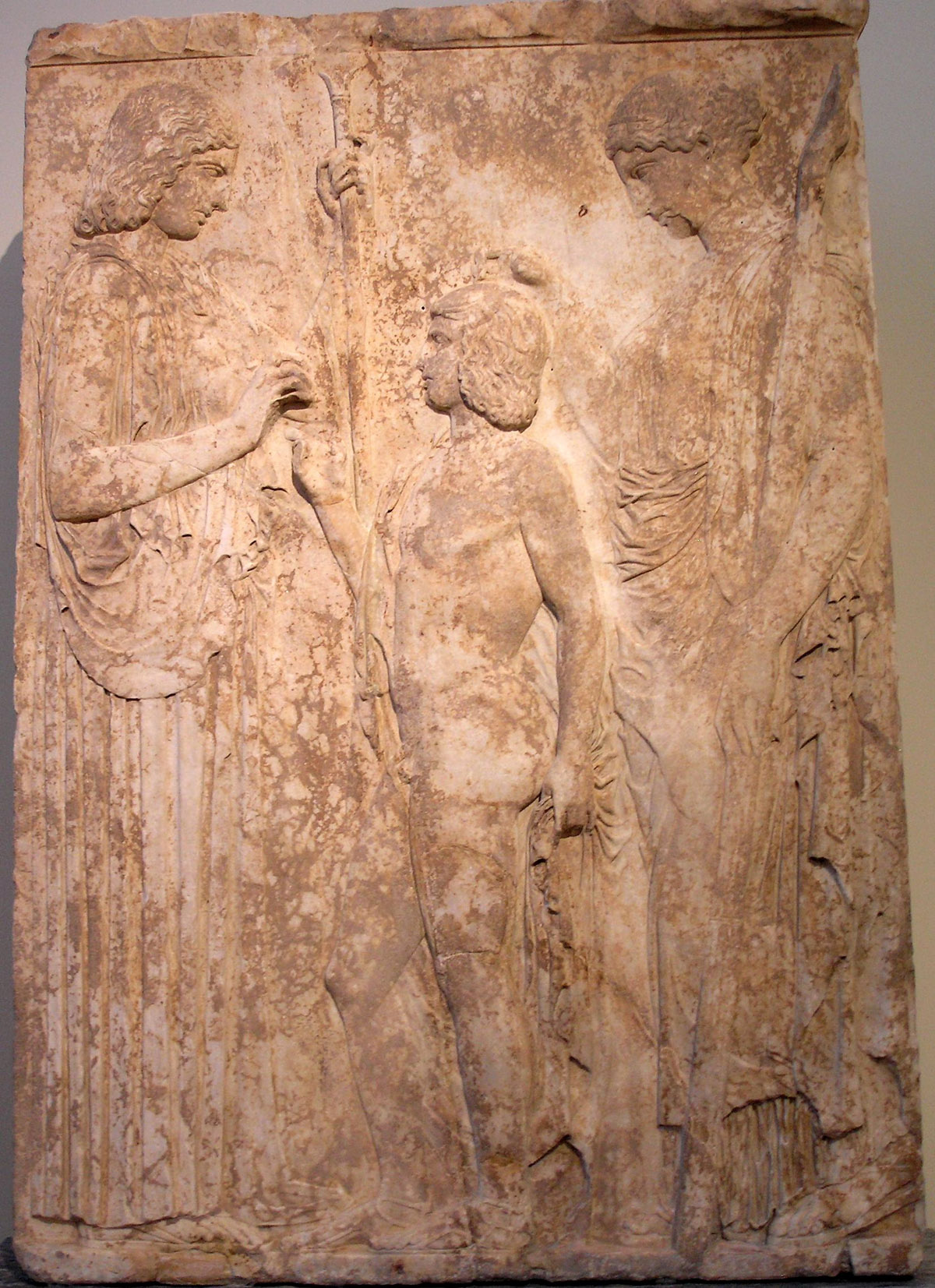
Triptólemo recibiendo espigas de trigo de Deméter es bendecido por Coré, relieve del, Museo Arqueológico Nacional de Atenas.

El orfismo y el pitagorismo, dos corrientes religiosas griegas, propusieron un modo de vida diferente, fundados en la idea de la pureza y de purificación (griego κάθαρσις, kátharsis) —eran en sentido propio una ascesis: griego ἄσκησις, áskêsis significa primero un ejercicio, luego un modo de vida particular—. En este marco, el vegetarianismo es un elemento central del orfismo y de un cierto número de variantes del pitagorismo.
La enseñanza de Pitágoras (siglo IV a. C.) es más difícil de delimitar. Los autores de la comedia media, como Alexis o Aristofonte, describen a los pitagóricos estrictamente vegetarianos, algunos subsistían incluso a pan y agua. Sin embargo otras tradiciones se contentaban con prohibir la consumición de ciertos animales sagrados, como el gallo blanco, o sólo ciertas partes de animales. Además, los pitagóricos comían carne de vez en cuando como parte de los banquetes sacrificiales, para cumplir sus deberes religiosos: «es únicamente en los animales que está permitido sacrificar donde el alma del hombre no puede penetrar; por eso hay que comer los animales del sacrificio, si es necesario y nunca los otros».
Empédocles (siglo V a. C.) condenaba el consumo de carne y adoptó una postura cercana al vegetarianismo moderno. Justificó el vegetarianismo por la creencia en la trasmigración de las almas y la justicia que se debe a todos las criaturas: «¿quién puede garantizar que el animal listo para ser matado no abriga el alma de un ser humano?» «¡Ayunad de la maldad!». El alma de cada una de las criaturas, humanas, animal o vegetales, pasa de un cuerpo a otro, de la muerte al nacimiento y del nacimiento a la muerte, para purificarse. Se observa que Empedocles también se negaba a comer vegetales, porque creía que su alma se había encarnado en un arbusto. El filólogo Eric Robertson Dodds ve pues antes en el vegetarianismo una consecuencia del «antiguo horror a la sangre derramada». Orfeo enseñaba a no a derramar sangre. Otros discuten la atribución de la doctrina de la metempsicosis a Empédocles y concectan su vegetarianismo a la doctrina según la cual todos los seres humanos son parientes; por lo tanto, solo hay que comer frutas maduras de las plantas. El sacrificio a los dioses se convierte en simbólico. Empédocles, que venció en Olimnpia en las carreras de caballos, como era un pitagóricoy se abstenía de comer seres vivos, hizo modelar un toro de mirra, incienso y las más costosas plantas aromáticas, y lo repartió entre los asistentes a la asamblea de los Juegos Olímpicos.
Luego, el vegetarianismo y la idea de pureza quedan estrechamente asociados, y acompañados a menudo por una abstinencia sexual. En su Comer la carne, Plutarco (siglo I-siglo II) retoma la temática de la barbarie de la sangre vertida y, dando la vuelta al debate habitual, conmina al hombre carnívoro a justificar su elección. El neoplatónico Porfirio de Tiro (siglo III), en su De la abstinencia, une el vegetarianismo a los misterios cretenses y recuenta a los vegetarianos del pasado empezando por el semi-mítico Epiménides. Para él, es el héroe Triptólemo, a quien Deméter ha confiado el trigo para enseñar la agricultura a la humanidad, que está en el origen del vegetarianismo: sus tres mandatos son «honra a tus padres», «honra a los dioses por los frutos» y «salva a los animales».

### La dieta de los enfermos
Los médicos griegos estaban de acuerdo en la necesidad de una dieta especial para los enfermos, pero el consenso se detiene ahí. En su Dieta de enfermedades agudas, Hipócrates dice que la tisana se empleaba a menudo, porque es fácil de absorber, y se considera que calma la fiebre. Sin embargo, otros la administraban espesa con sus granos de cebada, mientras que otros la recetaban con el filtrado de los granos de cebada. Otros permitían bebidas solamente hasta el séptimo día, y luego la tisana, y algunos prohibían cualquier forma de alimento sólido a lo largo de la enfermedad.
Las prescripciones de Hipócrates eran evaluados de diversas formas: algunos médicos acusan al gran médico de hacer ayunar a los pacientes; por el contrario, otros lo acusaban de alimentarlos demasiado. En el periodo helenístico, el alejandrino Erasístrato se quejaba a los discípulos de Hipócrates de obligar a los pacientes a beber sólo un poco de agua, sin comida: era de hecho la doctrina de los metodistas, que ordenaba una dieta estricta durante las primeras 48 horas de enfermedad. Por el contrario, un cierto Petronas recomendaba comer cerdo asado y beber vino puro.

### Las dietas de los atletas
Si hay que creer a Eliano el primer atleta en ser sometido a un régimen alimenticio particular es Iccos de Tarento, un atleta del siglo V a. C. Platón confirma que seguía un régimen muy estricto. La expresión «comida de Icccos» se convirtió en proverbial. Sin embargo, Milón de Crotona, campeón olímpico de lucha libre, era reputado por tragar 7,5 litros de vino, 9 kilos de pan y otros tantos de carne por día. Antes de él, los atletas clásicos observaban una dieta a base de alimentos secos xêrophagía (ξηροφαγία), como higos secos, queso y pan. Según Diógenes Laercio, Pitágoras fue el primero en prescribir a los atletas comer carne. El tipo de carne se asignaba según un principio de similitud: se come de la cabra para brincar como una cabra, del buey para ser fuerte como un buey, etc.
Posteriormente, los entrenadores aplicaban algún tipo de régimen estándar: para pretender el título olímpico «se debe seguir una dieta especial, sin tomar postres (...) no se puede beber agua con hielo o tomar una copa de vino cuando se quiera». Este régimen parece que se basaba en un consumo de carne importante. Pausanias menciona una dieta a base de carne. El médico Galeno acusaba a los atletas de su tiempo de «hartarse siempre de carne poco hecha». Para él, esta dieta conducía al engrosamiento de la carne y por lo tanto a la extinción del calor natural del cuerpo, que termina con la muerte del atleta. Por el contrario, cree que la dieta debe ser adaptada a cada atleta y prescrita por un médico higienista.

### Artículos especializados
- Paul Bras,
  - "Réflexions sur les fondements de la diététique dans le monde grec ancien (à propos de l'interdit de la fève)", présentation de recherches dans la revue Dialogues d'histoire ancienne, Numéro 25-2 (1999), pp. 221-246
  - "L'interdit alimentaire et la linguistique", dans Dialogues d'histoire ancienne, Numéro 29-2 (2003), pp. 149-164.
- Jacques Annequin, "Aliments et pratiques alimentaires dans l'Onirocriticon d'Artémidore", dans Dialogues d'histoire ancienne, Numéro 29-2 (2003), pp. 109-123